# Nowhere Boys
Nowhere Boys è una serie televisiva australiana creata da Tony Ayres. È stata trasmessa per la prima volta su ABC3 (che ora è ufficialmente chiamato ABCME) il 7 novembre 2013.
Un lungometraggio di 80 minuti basato sulla serie, intitolato Nowhere Boys: The Book of Shadows, è stato presentato in alcune sale cinematografiche australiane il 1º gennaio 2016.
La terza stagione di Nowhere Boys, intitolata Two Moons Rising, è stata mandata in onda nel 2016 con un rinnovo del cast e nuovi personaggi, in sostituzione dei membri del cast originale.
La quarta ed ultima stagione, intitolata Battle For Negative Space, è andata in onda il 3 dicembre 2018.
In Italia le prime due stagioni sono state distribuite il 1º aprile 2017 da Netflix, successivamente, il 12 novembre 2018 viene distribuita anche la terza stagione mentre la quarta ed ultima stagione è ancora inedita.

## Trama

### Prima stagione
Durante una gita scolastica nel bosco quattro ragazzi (Felix Ferne, Andy Lau, Sam Conte e Jake Riles) si perdono e dopo aver passato la notte nella foresta, scoprono di essere finiti in un mondo parallelo nel quale non sono mai nati e devono riuscire a scoprire il modo di tornare alla loro vita normale mentre un "demone risanatore" li perseguita per riportare l'ordine. 

### Seconda stagione
Dopo essere tornati nel loro mondo, i quattro ragazzi scoprono di possedere i poteri degli elementi e dovranno imparare a controllarli. Ma Andy, a causa di un incantesimo malriuscito, viene trasportato in un altro mondo parallelo. I tre ragazzi dovranno quindi cercare di farlo uscire facendo anche attenzione alla possibile minaccia costituita da Alice, tornata con loro dal mondo parallelo.

### Terza stagione
I ragazzi Luke, Heath, Jesse e Nicco vengono trasportati in un mondo parallelo identico al loro ma disabitato, o almeno così credono. L'essere soli però passa in secondo piano quando scoprono che un demone dà loro la caccia e che la magia esiste davvero.

## Personaggi e interpreti

### Personaggi principali
- Felix Ferne (stagioni 1-2), interpretato da Dougie Baldwin, doppiato da Manuel Meli.
- Andrew "Andy" Lau (stagioni 1-2), interpretato da Joel Lok, doppiato da Jacopo Bonanni.
- Sam Conte (stagioni 1-2), interpretato da Rahart Adams, doppiato da Federico Campaiola.
- Jake Riles (stagioni 1-2; ricorrente stagione 4), interpretato da Matt Testro, doppiato da Alessio Nissolino.
- Luke Hamill (stagioni 3-4), interpretato da Kamil Ellis, doppiato da Alex Polidori.
- Heath Buckland (stagioni 3-4), interpretato da Joe Klocek, doppiato da Alessio Puccio.
- Jesse Banda (stagioni 3-4), interpretato da Jordie Race-Coldrey, doppiato da Simone Veltroni.
- Niccolina "Nicco" Pandelis (stagioni 3-4), interpretata da Luca Sardelis, doppiato da Roisin Nicosia.
- Ben Ripley (stagioni 3-4), interpretato da William McKenna, doppiato da Omar Vitelli.

### Personaggi secondari
- Ellen O'Donnell (stagioni 1-4), interpretata da Darci McDonald, doppiata da Erica Necci.
- Brian Bates (stagioni 1-4), interpretato da Nicholas Coghlan, doppiato da Alessandro Budroni.
- Phoebe Hartley (stagioni 1-2), interpretata da Michala Banas, doppiata da Chiara Gioncardi.
- Mia (stagioni 1-2), interpretata da Tamala Shelton, doppiata da Gaia Bolognesi.
- Lily "Nai-Nai" Lau (stagioni 1-2), interpretata da Cecilia Tan.
- Alice Hartley (stagioni 1-2), interpretata da Victoria Thaine.
- Roland Murphy (stagioni 1-2, ricorrente 4), interpretato da Jim Russell.
- Oscar Ferne (stagioni 1-2), interpretato da Sean Rees-Wemyss, doppiato da Lorenzo Crisci.
- Viv Lau (stagioni 1-2), interpretata da Michelle Gerster.
- Gary Riles (stagioni 1-2), interpretato da Damien Richardson.
- Sarah Riles/Bates (stagioni 1-2), interpretata da Libby Tanner.
- Roberts (stagioni 1-4), interpretato da Simon Mallory.
- Kathy Ferne (stagioni 1-2), interpretata da Heidi Arena.
- Michael Lau (stagioni 1-2), interpretato da Anthony Brandon Wong.
- Saskia Bloom (stagione 2), interpretata da Phoebe Roberts.
- Brooklyn Wansbrough (stagione 3), interpretata da Laura Grady, doppiata da Veronica Puccio.
- Peta Chen (stagioni 3-4), interpretata da Charmaine Chu.
- Sonia Jarra (stagioni 3-4), interpretata da Shareena Clanton, doppiata da Tiziana Avarista.
- Quinn Banda (stagioni 3-4), interpretata da Tegan Higginbotham.
- Kayla Pandelis (stagioni 3-4), interpretata da Stella Carroll.
- Claude Topper (stagioni 3-4), interpretata da Fin van de Wall.

## Episodi
| Stagione                          | Episodi                           | Prima TV originale | Prima TV Italia |
| --------------------------------- | --------------------------------- | ------------------ | --------------- |
| Prima stagione                    | 13                                | 2013-2014          | 2017            |
| Seconda stagione                  | 13                                | 2014-2015          | 2017            |
| Nowhere Boys: The Book of Shadows | Nowhere Boys: The Book of Shadows | 1º gennaio 2016    | inedito         |
| Terza stagione                    | 13                                | 2016-2017          | 2018            |
| Quarta stagione                   | 13                                | 2018               | inedita         |

## Produzione

### Sviluppo
Il 26 ottobre 2011 venne annunciato che Matchbox Pictures e i produttori di The Slap stavano sviluppando una serie giovanile per la ABC intitolata The Lost Boys. Tuttavia, per motivi di copyright, il nome dello show venne cambiato in Nowhere Boys.
Il creatore della serie Tony Ayres concepì l'idea di Nowhere Boys dopo aver appreso che l'ABC, che aveva già avuto successo con Dance Academy, stava cercando una nuova serie che avrebbe suscitato interesse nei ragazzi. Ayres ha sviluppato Nowhere Boys con una serie di sceneggiatori, inclusi Roger Monk e Craig Irvin. Divenne produttore della serie insieme a Beth Frey, mentre Michael McMahon e Helen Panckhurst come da produttori esecutivi. Panckhurst lasciò la sua posizione di produttore esecutivo alla fine della prima stagione.
La prima stagione di Nowhere Boys è stata finanziata con l'assistenza della Australian Children's Television Foundation, Film Victoria, ABC3 e Screen Australia. Le riprese hanno avuto luogo a Melbourne, Victoria dal 18 febbraio 2013 al 23 maggio 2013. Il primo episodio è stato girato presso la scuola elementare e a Were Street di Montmorency, così come lo skate park e la scuola superiore di Greensborough. I primi quattro episodi sono stati premiati al Melbourne International Film Festival nell'agosto 2013.
Il 4 aprile 2014 venne annunciato che Nowhere Boys aveva ricevuto finanziamenti da parte di Film Victoria per una seconda stagione di tredici episodi.
Le riprese della seconda stagione ebbero luogo a Melbourne dal 7 luglio 2014 al 17 settembre 2014. L'attrice Rachel Griffiths ha fatto il suo debutto come direttore televisivo durante la seconda stagione.
Nel novembre del 2015, la ABC ha annunciato che una terza stagione di Nowhere Boys sarebbe stata realizzata nel 2016 con un nuovo cast e nuovi personaggi a rimpiazzare i membri del cast originale.
Le riprese della terza stagione sono iniziate nel maggio 2016.
Le vicende della terza stagione hanno luogo diversi anni dopo gli eventi della seconda stagione. Nel mese di novembre 2017 è iniziata la produzione della quarta e ultima stagione; Continuerà la storia di "Two moon rising" che vede i protagonisti dopo un'estate di allenamenti magici.
Le riprese della quarta stagione sono iniziate il 25 gennaio 2018.

### Casting
Nell'aprile 2013 venne annunciato che Joel Lok, Dougie Baldwin, Rahart Adams e Matt Testro erano stati assunti nel ruolo dei quattro ragazzi protagonisti.

## Accoglienza

### Critica
Nowhere Boys ha ricevuto generalmente recensioni positive. David Knox di TV Tonight ha conferito a Nowhere Boys 3,5 stelle su 5 e ha definito la serie: "ben prodotta e recitata." Knox ha inoltre affermato che è bello vedere una produzione della ABC3 con protagonisti dei maschi in seguito a diverse serie prettamente femminili come Dance Academy e Le sorelle fantasma. Ha concluso, dicendo che  Nowhere Boys  colpisce sin dall'inizio con un sapiente mix di drammaticità e mistero.
Rebecca Marshall del Sunshine Coast Daily ha notato che la serie presenta: "un affascinante mix di fantasy, mistero, magia oscura e dramma" e ha lodato ABC per: "aver offerto un'opportunità agli attori di nuova generazione di affinare le proprie abilità."
Melinda Houston del The Sydney Morning Herald ha assegnato a "Nowhere Boys" 3 stelle su 4 e ha elogiato "il grande talento dietro la macchina da presa che offre molto ai giovani attori con cui lavora". Ha concluso: "Il risultato è destinato a soddisfare il target di pubblico e molto di più."
Myke Bartlett di The Weekly Review  ha elogiato la sceneggiatura come "abbastanza veloce e abbastanza divertente da mantenere i bambini davanti allo schermo, con livelli di intelligenza e sottigliezza in grado di soddisfare anche un palato più maturo". Bartlett ha concluso la sua recensione affermando che gli spettatori hanno finalmente un motivo per guardare ABC3.
Luke Buckmaster di Crikey ha dichiarato che dopo aver visto i primi quattro episodi, sia gli adulti che gli adolescenti capiranno che la visione crea dipendenza.. Ha anche aggiunto: "è buon materiale: ritmo rapido e soddisfazione da sballo in una confezione elegante e un'irresistibile premessa esistenziale Cosa sarebbe successo se..."..
Dianne Butler di News.com.au ha scritto che le è piaciuto guardare il primo episodio e lo ha descritto come "divertente e piuttosto inquietante".

## Riconoscimenti
| Anno | Premio                                   | Categoria                                    | Ricevente                               | Risultato       |
| ---- | ---------------------------------------- | -------------------------------------------- | --------------------------------------- | --------------- |
| 2014 | AACTA Awards                             | Miglior serie per bambini                    | Nowhere Boys                            | Vincitore/trice |
| 2014 | AACTA Awards                             | Best Original Music Score in Television      | Stagione 1, Episodio 1                  | Candidato/a     |
| 2014 | Logie Awards                             | Most Outstanding Children's Program          | Nowhere Boys                            | Vincitore/trice |
| 2014 | Australian Director's Guild Awards       | Best Direction in a Children's TV Program    | Peter Carstairs for Series 1, Episode 7 | Candidato/a     |
| 2014 | Australian Director's Guild Awards       | Best Direction in a Children's TV Program    | Craig Irvin for Series 1, Episode 8     | Candidato/a     |
| 2014 | Prix Jeunesse                            | 12–15 Fiction/Non-Fiction                    | Nowhere Boys                            | Candidato/a     |
| 2014 | Prix Jeunesse                            | International Youth Jury Prize               | Nowhere Boys                            | Vincitore/trice |
| 2014 | Banff World Media Festival Rockie Awards | Youth Fiction                                | Nowhere Boys                            | Candidato/a     |
| 2014 | AWGIE Awards                             | Children's Television                        | Craig Irvin for Series 1, Episode 3     | Vincitore/trice |
| 2014 | Screen Producers Australia Awards        | Children's Television Production of the Year | Nowhere Boys                            | Vincitore/trice |
| 2014 | Screen Producers Australia Awards        | Interactive Production of the Year           | Nowhere Boys: The 5th Boy               | Candidato/a     |
| 2014 | TV Tonight Awards                        | Best Kid's Show                              | Nowhere Boys                            | Vincitore/trice |
| 2014 | International Emmy Kids Awards           | Best Series                                  | Nowhere Boys                            | Candidato/a     |
| 2015 | Kidscreen Awards                         | Best New Series – Tweens/Teens category      | Nowhere Boys                            | Vincitore/trice |
| 2015 | iKids Awards                             | Best Website                                 | Nowhere Boys: The 5th Boy               | Vincitore/trice |
| 2015 | Logie Awards                             | Most Outstanding Children's Program          | Nowhere Boys                            | Vincitore/trice |
| 2015 | Australian Director's Guild Awards       | Best Direction in a Children's TV Program    | Peter Salmon for Series 2, Episode 1    | Candidato/a     |
| 2015 | Australian Director's Guild Awards       | Best Direction in a Children's TV Program    | Craig Irvin for Series 2, Episode 7     | Vincitore/trice |
| 2015 | Banff World Media Festival Rockie Awards | Youth Fiction                                | Nowhere Boys                            | Vincitore/trice |
| 2015 | AWGIE Awards                             | Children's Television – C Classification     | Pete McTighe for Series 2, Episode 7    | Candidato/a     |
| 2015 | Screen Producers Australia Awards        | Children's Television Production             | Nowhere Boys                            | Vincitore/trice |
| 2015 | British Academy Children's Awards        | International                                | Nowhere Boys                            | Candidato/a     |
| 2015 | AACTA Awards                             | Best Children's TV                           | Nowhere Boys                            | Candidato/a     |
| 2016 | International Emmy Kids Awards           | Kids: Series                                 | Nowhere Boys                            | Vincitore/trice |
| 2016 | British Academy Children's Awards        | International                                | Nowhere Boys                            | Candidato/a     |

## Altri media

### Dvd
La prima stagione di Nowhere Boys è uscita in DVD in Australia il 5 febbraio 2014, sei giorni dopo la trasmissione dell'episodio finale della stagione. La seconda stagione è uscita in DVD il 4 marzo 2015. La terza stagione è uscita in DVD il 1 marzo 2017.

### Videogioco online
Nowhere Boys: The 5th Boy è un gioco online interattivo uscito in contemporanea con la prima stagione. È stato creato da Matchbox Pictures e realizzato dagli sviluppatori online della Millipede di stanza a Melbournee pubblicato sul sito web della ABC3 il 7 novembre 2013.  Il gioco ha permesso al giocatore di assumere il personaggio di un quinto "nowhere boy", che si perde in un mondo strano e deve cercare di trovare la strada di casa. Le piattaforme di Nowhere Boys: The 5th Boy sono state intrecciate per dare al giocatore la sensazione di essere direttamente nel controllo della direzione della serie televisiva. Ad esempio, quando il giocatore ha passato oggetti attraverso le dimensioni del gioco, l'oggetto apparirebbe nello show. Questi oggetti aiutarono i Nowhere Boys nella loro missione e sono spesso la chiave per la loro sopravvivenza.

### Film
Il 23 dicembre 2014 venne annunciato che la Screen Australia avrebbe finanziato un film basato sulla serie televisiva intitolato Nowhere Boys: The Rise of the Bear. Tuttavia, nel luglio 2015, venne rivelato che il titolo del film sarebbe stato cambiato in Nowhere Boys: The Book of Shadows. Il film, della durata di 80 minuti, venne diretto da David Caesar e sceneggiato da Tony Ayres, Rhys Graham e Craig Irvin. Venne prodotto da Beth Frey e i produttori esecutivi furono Ayres e Michael McMahon. Nowhere Boys: The Book of Shadows si svolge un anno dopo che i ragazzi hanno attraversato le dimensioni, scoperto la magia e combattuto il demone restauratore. Essendo cresciuti divisi, i ragazzi sono di nuovo riuniti quando Felix scopre un Libro delle Ombre magicamente sigillato, che rilascia involontariamente una potente forza di caos. I ragazzi sono ritratti a malincuore in una resa dei conti che minaccia il loro mondo e i loro cari.
Dougie Baldwin, Joel Lok, Rahart Adams e Matt Testro hanno ripreso il loro ruolo di Felix, Andy, Sam e Jake. Tra gli altri che sono tornati per il film c'erano anche Darci McDonald (Ellen), Sean Rees-Wemyss (Oscar), Michala Banas (Phoebe), Victoria Thaine (Alice), Ben Keller (Bear), Tamala Shelton (Mia) e Michelle Gerster (Viv). Angourie Rice si è unita al cast. Le riprese di Nowhere Boys: The Book of Shadows sono iniziate a Melbourne nel luglio 2015. Il film è stato proiettato in sale cinematografiche australiane selezionate il 1º gennaio 2016 ed ha avuto la sua anteprima televisiva su ABC3 il 6 marzo 2016.